# 24 uur van Le Mans 2012

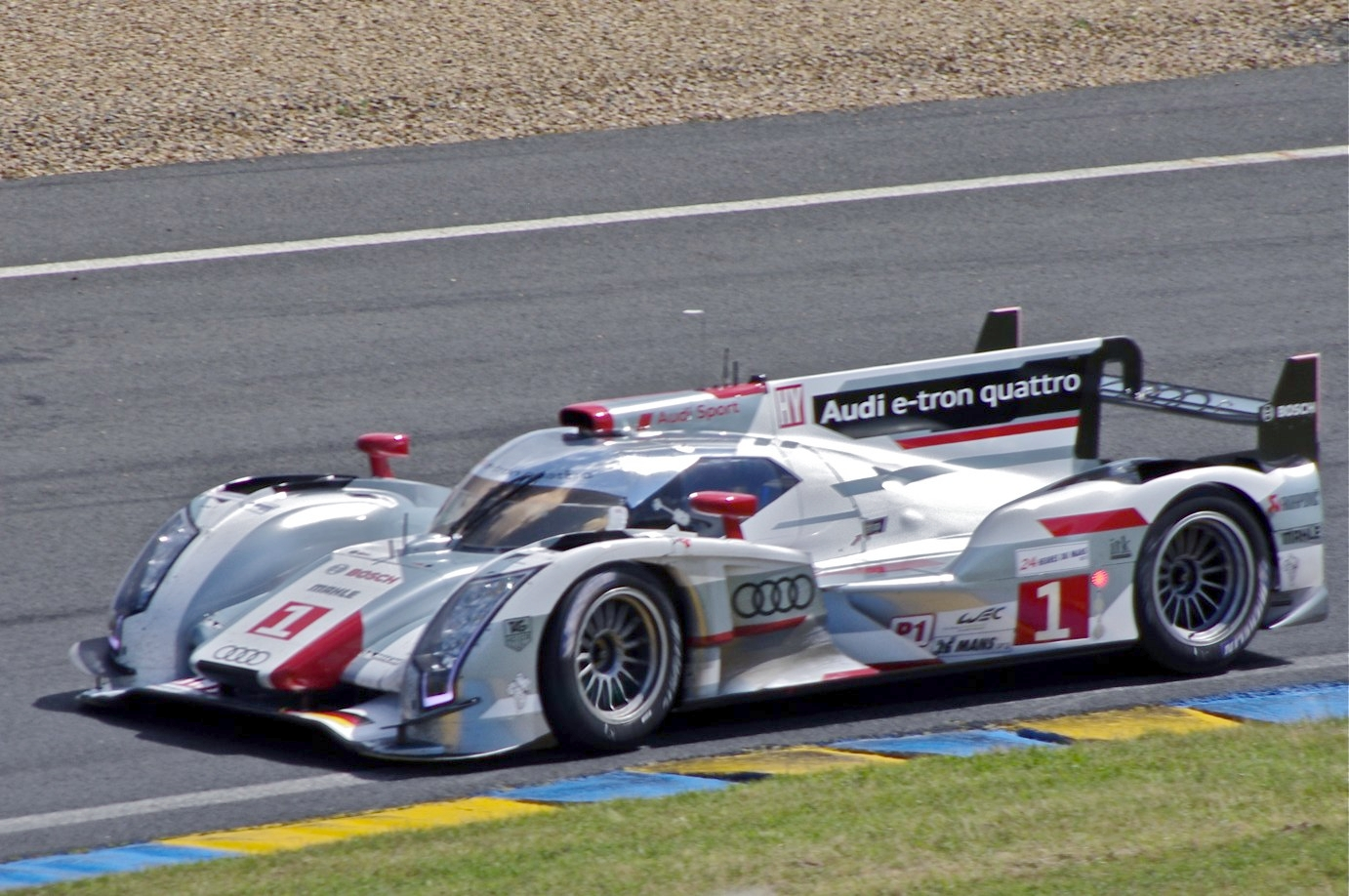
De winnende auto: de Audi R18 e-tron quattro #1

De 24 uur van Le Mans 2012 was de 80e editie van deze endurancerace. De race werd verreden op 16 en 17 juni 2012 op het Circuit de la Sarthe nabij Le Mans, Frankrijk. Het was de derde race van het FIA World Endurance Championship-seizoen 2012.
De race werd gewonnen door de Audi #1 van André Lotterer, Marcel Fässler en Benoît Tréluyer. Zij behaalden allen hun tweede Le Mans-zege, nadat zij de editie van 2011 ook al op hun naam schreven. De LMP2-klasse werd gewonnen door de Starworks Motorsport #44 van Enzo Potolicchio, Ryan Dalziel en Tom Kimber-Smith. De LMGTE Pro-klasse werd gewonnen door de #51 AF Corse van Giancarlo Fisichella, Gianmaria Bruni en Toni Vilander. De LMGTE Am-klasse werd gewonnen door de #50 Larbre Compétition van Patrick Bornhauser, Julien Canal en Pedro Lamy.

## Race
Winnaars in hun klasse zijn vetgedrukt; LMP1 is rood, LMP2 is blauw, LMGTE Pro is groen en LMGTE Am is oranje.
- Auto's die minder dan 70% van de afstand van de winnaar (264 ronden) hadden afgelegd, werden niet geklasseerd.
- Guillaume Moreau zou plaatsnemen in de #15 OAK Racing, maar hij raakte geblesseerd aan zijn ruggengraat tijdens een ongeluk in de vrije trainingen. Hij werd vervangen door Franck Montagny.
- Jean-Christophe Boullion zou plaatsnemen in de #16 Pescarolo, maar hij raakte geblesseerd aan zijn ribben tijdens een ongeluk in de vrije trainingen. Pescarolo koos ervoor om hem niet te vervangen en de rest van het evenement met twee coureurs te rijden.

| Pos. | Klasse    | No. | Team                      | Coureurs                                               | Chassis                                | Banden | Ronden |
| Pos. | Klasse    | No. | Team                      | Coureurs                                               | Motor                                  | Banden | Ronden |
| ---- | --------- | --- | ------------------------- | ------------------------------------------------------ | -------------------------------------- | ------ | ------ |
| 1    | LMP1      | 1   | Audi Sport Team Joest     | André Lotterer Marcel Fässler Benoît Tréluyer          | Audi R18 e-tron quattro                | M      | 378    |
| 1    | LMP1      | 1   | Audi Sport Team Joest     | André Lotterer Marcel Fässler Benoît Tréluyer          | Audi TDI 3.7L Turbo V6 (Hybrid Diesel) | M      | 378    |
| 2    | LMP1      | 2   | Audi Sport Team Joest     | Allan McNish Rinaldo Capello Tom Kristensen            | Audi R18 e-tron quattro                | M      | 377    |
| 2    | LMP1      | 2   | Audi Sport Team Joest     | Allan McNish Rinaldo Capello Tom Kristensen            | Audi TDI 3.7L Turbo V6 (Hybrid Diesel) | M      | 377    |
| 3    | LMP1      | 4   | Audi Sport North America  | Oliver Jarvis Marco Bonanomi Mike Rockenfeller         | Audi R18 ultra                         | M      | 375    |
| 3    | LMP1      | 4   | Audi Sport North America  | Oliver Jarvis Marco Bonanomi Mike Rockenfeller         | Audi TDI 3.7L Turbo V6 (Diesel)        | M      | 375    |
| 4    | LMP1      | 12  | Rebellion Racing          | Nicolas Prost Nick Heidfeld Neel Jani                  | Lola B12/60                            | M      | 367    |
| 4    | LMP1      | 12  | Rebellion Racing          | Nicolas Prost Nick Heidfeld Neel Jani                  | Toyota RV8KLM 3.4L V8                  | M      | 367    |
| 5    | LMP1      | 3   | Audi Sport Team Joest     | Marc Gené Romain Dumas Loïc Duval                      | Audi R18 ultra                         | M      | 366    |
| 5    | LMP1      | 3   | Audi Sport Team Joest     | Marc Gené Romain Dumas Loïc Duval                      | Audi TDI 3.7L Turbo V6 (Diesel)        | M      | 366    |
| 6    | LMP1      | 22  | JRM                       | David Brabham Peter Dumbreck Karun Chandhok            | HPD ARX-03a                            | M      | 357    |
| 6    | LMP1      | 22  | JRM                       | David Brabham Peter Dumbreck Karun Chandhok            | Honda LM-V8 3.4L V8                    | M      | 357    |
| 7    | LMP2      | 44  | Starworks Motorsport      | Enzo Potolicchio Ryan Dalziel Tom Kimber-Smith         | HPD ARX-03b                            | D      | 354    |
| 7    | LMP2      | 44  | Starworks Motorsport      | Enzo Potolicchio Ryan Dalziel Tom Kimber-Smith         | Honda HR28TT 2.8L Turbo V6             | D      | 354    |
| 8    | LMP2      | 46  | Thiriet by TDS Racing     | Pierre Thiriet Mathias Beche Christophe Tinseau        | Oreca 03                               | D      | 353    |
| 8    | LMP2      | 46  | Thiriet by TDS Racing     | Pierre Thiriet Mathias Beche Christophe Tinseau        | Nissan VK45DE 4.5L V8                  | D      | 353    |
| 9    | LMP2      | 49  | Pecom Racing              | Luis Pérez Companc Pierre Kaffer Soheil Ayari          | Oreca 03                               | D      | 352    |
| 9    | LMP2      | 49  | Pecom Racing              | Luis Pérez Companc Pierre Kaffer Soheil Ayari          | Nissan VK45DE 4.5L V8                  | D      | 352    |
| 10   | LMP2      | 26  | Signatech-Nissan          | Pierre Ragues Nelson Panciatici Roman Roesinov         | Oreca 03                               | D      | 351    |
| 10   | LMP2      | 26  | Signatech-Nissan          | Pierre Ragues Nelson Panciatici Roman Roesinov         | Nissan VK45DE 4.5L V8                  | D      | 351    |
| 11   | LMP1      | 13  | Rebellion Racing          | Andrea Belicchi Jeroen Bleekemolen Harold Primat       | Lola B12/60                            | M      | 350    |
| 11   | LMP1      | 13  | Rebellion Racing          | Andrea Belicchi Jeroen Bleekemolen Harold Primat       | Toyota RV8KLM 3.4L V8                  | M      | 350    |
| 12   | LMP2      | 41  | Greaves Motorsport        | Christian Zugel Elton Julian Ricardo González          | Zytek Z11SN                            | D      | 348    |
| 12   | LMP2      | 41  | Greaves Motorsport        | Christian Zugel Elton Julian Ricardo González          | Nissan VK45DE 4.5L V8                  | D      | 348    |
| 13   | LMP2      | 25  | ADR-Delta                 | John Martin Tor Graves Jan Charouz                     | Oreca 03                               | D      | 346    |
| 13   | LMP2      | 25  | ADR-Delta                 | John Martin Tor Graves Jan Charouz                     | Nissan VK45DE 4.5L V8                  | D      | 346    |
| 14   | LMP2      | 35  | OAK Racing                | David Heinemeier Hansson Bas Leinders Maxime Martin    | Morgan LMP2                            | D      | 341    |
| 14   | LMP2      | 35  | OAK Racing                | David Heinemeier Hansson Bas Leinders Maxime Martin    | Nissan VK45DE 4.5L V8                  | D      | 341    |
| 15   | LMP2      | 42  | Greaves Motorsport        | Alex Brundle Martin Brundle Lucas Ordóñez              | Zytek Z11SN                            | D      | 340    |
| 15   | LMP2      | 42  | Greaves Motorsport        | Alex Brundle Martin Brundle Lucas Ordóñez              | Nissan VK45DE 4.5L V8                  | D      | 340    |
| 16   | LMP2      | 23  | Signatech-Nissan          | Jordan Tresson Franck Mailleux Olivier Lombard         | Oreca 03                               | D      | 340    |
| 16   | LMP2      | 23  | Signatech-Nissan          | Jordan Tresson Franck Mailleux Olivier Lombard         | Nissan VK45DE 4.5L V8                  | D      | 340    |
| 17   | LMGTE Pro | 51  | AF Corse                  | Giancarlo Fisichella Gianmaria Bruni Toni Vilander     | Ferrari 458 Italia GT2                 | M      | 336    |
| 17   | LMGTE Pro | 51  | AF Corse                  | Giancarlo Fisichella Gianmaria Bruni Toni Vilander     | Ferrari 4.5L V8                        | M      | 336    |
| 18   | LMGTE Pro | 59  | Luxury Racing             | Frédéric Makowiecki Jaime Melo, Jr. Dominik Farnbacher | Ferrari 458 Italia GT2                 | M      | 333    |
| 18   | LMGTE Pro | 59  | Luxury Racing             | Frédéric Makowiecki Jaime Melo, Jr. Dominik Farnbacher | Ferrari 4.5L V8                        | M      | 333    |
| 19   | LMGTE Pro | 97  | Aston Martin Racing       | Stefan Mücke Adrián Fernández Darren Turner            | Aston Martin Vantage GTE               | M      | 332    |
| 19   | LMGTE Pro | 97  | Aston Martin Racing       | Stefan Mücke Adrián Fernández Darren Turner            | Aston Martin 4.5L V8                   | M      | 332    |
| 20   | LMGTE Am  | 50  | Larbre Compétition        | Patrick Bornhauser Julien Canal Pedro Lamy             | Chevrolet Corvette C6.R                | M      | 329    |
| 20   | LMGTE Am  | 50  | Larbre Compétition        | Patrick Bornhauser Julien Canal Pedro Lamy             | Chevrolet 5.5L V8                      | M      | 329    |
| 21   | LMGTE Am  | 67  | IMSA Performance Matmut   | Anthony Pons Nicolas Armindo Raymond Narac             | Porsche 997 GT3-RSR                    | M      | 328    |
| 21   | LMGTE Am  | 67  | IMSA Performance Matmut   | Anthony Pons Nicolas Armindo Raymond Narac             | Porsche 4.0L Flat-6                    | M      | 328    |
| 22   | LMGTE Pro | 71  | AF Corse                  | Andrea Bertolini Olivier Beretta Marco Cioci           | Ferrari 458 Italia GT2                 | M      | 326    |
| 22   | LMGTE Pro | 71  | AF Corse                  | Andrea Bertolini Olivier Beretta Marco Cioci           | Ferrari 4.5L V8                        | M      | 326    |
| 23   | LMGTE Pro | 73  | Corvette Racing           | Antonio García Jan Magnussen Jordan Taylor             | Chevrolet Corvette C6.R                | M      | 326    |
| 23   | LMGTE Pro | 73  | Corvette Racing           | Antonio García Jan Magnussen Jordan Taylor             | Chevrolet 5.5L V8                      | M      | 326    |
| 24   | LMP2      | 45  | Boutsen Ginion Racing     | Bastien Brière Shinji Nakano Jens Petersen             | Oreca 03                               | D      | 325    |
| 24   | LMP2      | 45  | Boutsen Ginion Racing     | Bastien Brière Shinji Nakano Jens Petersen             | Nissan VK45DE 4.5L V8                  | D      | 325    |
| 25   | LMGTE Am  | 57  | Krohn Racing              | Tracy Krohn Niclas Jönsson Michele Rugolo              | Ferrari 458 Italia GT2                 | D      | 323    |
| 25   | LMGTE Am  | 57  | Krohn Racing              | Tracy Krohn Niclas Jönsson Michele Rugolo              | Ferrari 4.5L V8                        | D      | 323    |
| 26   | LMP2      | 40  | Race Performance          | Michel Frey Jonathan Hirschi Ralph Meichtry            | Oreca 03                               | D      | 320    |
| 26   | LMP2      | 40  | Race Performance          | Michel Frey Jonathan Hirschi Ralph Meichtry            | Judd HK 3.6L V8                        | D      | 320    |
| 27   | LMGTE Am  | 79  | Flying Lizard Motorsports | Seth Neiman Spencer Pumpelly Patrick Pilet             | Porsche 997 GT3-RSR                    | M      | 313    |
| 27   | LMGTE Am  | 79  | Flying Lizard Motorsports | Seth Neiman Spencer Pumpelly Patrick Pilet             | Porsche 4.0L Flat-6                    | M      | 313    |
| 28   | LMGTE Am  | 70  | Larbre Compétition        | Christophe Bourret Pascal Gibon Jean-Philippe Belloc   | Chevrolet Corvette C6.R                | M      | 309    |
| 28   | LMGTE Am  | 70  | Larbre Compétition        | Christophe Bourret Pascal Gibon Jean-Philippe Belloc   | Chevrolet 5.5L V8                      | M      | 309    |
| 29   | LMP2      | 43  | Extrême Limite ARIC       | Fabien Rosier Philippe Haezebrouck Philippe Thirion    | Norma MP200P                           | D      | 308    |
| 29   | LMP2      | 43  | Extrême Limite ARIC       | Fabien Rosier Philippe Haezebrouck Philippe Thirion    | Judd HK 3.6L V8                        | D      | 308    |
| 30   | LMP1      | 21  | Strakka Racing            | Nick Leventis Jonny Kane Danny Watts                   | HPD ARX-03a                            | M      | 303    |
| 30   | LMP1      | 21  | Strakka Racing            | Nick Leventis Jonny Kane Danny Watts                   | Honda LM-V8 3.4L V8                    | M      | 303    |
| 31   | LMGTE Am  | 61  | AF Corse-Waltrip          | Robert Kauffman Brian Vickers Rui Águas                | Ferrari 458 Italia GT2                 | M      | 294    |
| 31   | LMGTE Am  | 61  | AF Corse-Waltrip          | Robert Kauffman Brian Vickers Rui Águas                | Ferrari 4.5L V8                        | M      | 294    |
| 32   | LMGTE Am  | 83  | JMB Racing                | Manuel Rodrigues Philippe Illiano Alain Ferté          | Ferrari 458 Italia GT2                 | M      | 292    |
| 32   | LMGTE Am  | 83  | JMB Racing                | Manuel Rodrigues Philippe Illiano Alain Ferté          | Ferrari 4.5L V8                        | M      | 292    |
| 33   | LMGTE Am  | 55  | JWA-Avila                 | Paul Daniels Joël Camathias Markus Palttala            | Porsche 997 GT3-RSR                    | P      | 290    |
| 33   | LMGTE Am  | 55  | JWA-Avila                 | Paul Daniels Joël Camathias Markus Palttala            | Porsche 4.0L Flat-6                    | P      | 290    |
| NC   | LMGTE Pro | 74  | Corvette Racing           | Oliver Gavin Richard Westbrook Tommy Milner            | Chevrolet Corvette C6.R                | M      | 215    |
| NC   | LMGTE Pro | 74  | Corvette Racing           | Oliver Gavin Richard Westbrook Tommy Milner            | Chevrolet 5.5L V8                      | M      | 215    |
| NC   | LMP1      | 17  | Pescarolo Team            | Nicolas Minassian Sébastien Bourdais Seiji Ara         | Dome S102.5                            | M      | 203    |
| NC   | LMP1      | 17  | Pescarolo Team            | Nicolas Minassian Sébastien Bourdais Seiji Ara         | Judd DB 3.4L V8                        | M      | 203    |
| DNF  | LMP2      | 38  | Jota                      | Sam Hancock Simon Dolan Haruki Kurosawa                | Zytek Z11SN                            | D      | 271    |
| DNF  | LMP2      | 38  | Jota                      | Sam Hancock Simon Dolan Haruki Kurosawa                | Nissan VK45DE 4.5L V8                  | D      | 271    |
| DNF  | LMP2      | 33  | Level 5 Motorsports       | Scott Tucker Christophe Bouchut Luis Díaz              | HPD ARX-03b                            | D      | 240    |
| DNF  | LMP2      | 33  | Level 5 Motorsports       | Scott Tucker Christophe Bouchut Luis Díaz              | Honda HR28TT 2.8L Turbo V6             | D      | 240    |
| DNF  | LMP2      | 30  | Status Grand Prix         | Alexander Sims Yelmer Buurman Romain Iannetta          | Lola B12/80                            | D      | 239    |
| DNF  | LMP2      | 30  | Status Grand Prix         | Alexander Sims Yelmer Buurman Romain Iannetta          | Judd HK 3.6L V8                        | D      | 239    |
| DNF  | LMGTE Am  | 88  | Team Felbermayr-Proton    | Christian Ried Gianluca Roda Paolo Ruberti             | Porsche 997 GT3-RSR                    | M      | 222    |
| DNF  | LMGTE Am  | 88  | Team Felbermayr-Proton    | Christian Ried Gianluca Roda Paolo Ruberti             | Porsche 4.0L Flat-6                    | M      | 222    |
| DNF  | LMP1      | 15  | OAK Racing                | Franck Montagny Dominik Kraihamer Bertrand Baguette    | OAK Pescarolo 01                       | D      | 219    |
| DNF  | LMP1      | 15  | OAK Racing                | Franck Montagny Dominik Kraihamer Bertrand Baguette    | Judd DB 3.4L V8                        | D      | 219    |
| DNF  | LMGTE Pro | 66  | JMW Motorsport            | Jonny Cocker James Walker Roger Wills                  | Ferrari 458 Italia GT2                 | D      | 204    |
| DNF  | LMGTE Pro | 66  | JMW Motorsport            | Jonny Cocker James Walker Roger Wills                  | Ferrari 4.5L V8                        | D      | 204    |
| DNF  | LMP2      | 48  | Murphy Prototypes         | Jody Firth Warren Hughes Brendon Hartley               | Oreca 03                               | D      | 196    |
| DNF  | LMP2      | 48  | Murphy Prototypes         | Jody Firth Warren Hughes Brendon Hartley               | Nissan VK45DE 4.5L V8                  | D      | 196    |
| DNF  | LMGTE Pro | 77  | Team Felbermayr-Proton    | Richard Lietz Marc Lieb Wolf Henzler                   | Porsche 997 GT3-RSR                    | M      | 185    |
| DNF  | LMGTE Pro | 77  | Team Felbermayr-Proton    | Richard Lietz Marc Lieb Wolf Henzler                   | Porsche 4.0L Flat-6                    | M      | 185    |
| DNF  | LMGTE Am  | 75  | Prospeed Competition      | Abdulaziz Al Faisal Bret Curtis Sean Edwards           | Porsche 997 GT3-RSR                    | M      | 180    |
| DNF  | LMGTE Am  | 75  | Prospeed Competition      | Abdulaziz Al Faisal Bret Curtis Sean Edwards           | Porsche 4.0L Flat-6                    | M      | 180    |
| DNF  | LMP2      | 31  | Lotus                     | Thomas Holzer Mirco Schultis Luca Moro                 | Lola B12/80                            | D      | 155    |
| DNF  | LMP2      | 31  | Lotus                     | Thomas Holzer Mirco Schultis Luca Moro                 | Lotus (Judd) 3.6L V8                   | D      | 155    |
| DNF  | LMGTE Am  | 58  | Luxury Racing             | Pierre Ehret Gunnar Jeannette Frankie Montecalvo       | Ferrari 458 Italia GT2                 | M      | 146    |
| DNF  | LMGTE Am  | 58  | Luxury Racing             | Pierre Ehret Gunnar Jeannette Frankie Montecalvo       | Ferrari 4.5L V8                        | M      | 146    |
| DNF  | LMP2      | 24  | OAK Racing                | Jacques Nicolet Matthieu Lahaye Olivier Pla            | Morgan LMP2                            | D      | 139    |
| DNF  | LMP2      | 24  | OAK Racing                | Jacques Nicolet Matthieu Lahaye Olivier Pla            | Judd HK 3.6L V8                        | D      | 139    |
| DNF  | LMP1      | 7   | Toyota Racing             | Alexander Wurz Kazuki Nakajima Nicolas Lapierre        | Toyota TS030 Hybrid                    | M      | 134    |
| DNF  | LMP1      | 7   | Toyota Racing             | Alexander Wurz Kazuki Nakajima Nicolas Lapierre        | Toyota 3.4L V8 (Hybrid)                | M      | 134    |
| DNF  | LMGTE Pro | 80  | Flying Lizard Motorsports | Jörg Bergmeister Marco Holzer Patrick Long             | Porsche 997 GT3-RSR                    | M      | 114    |
| DNF  | LMGTE Pro | 80  | Flying Lizard Motorsports | Jörg Bergmeister Marco Holzer Patrick Long             | Porsche 4.0L Flat-6                    | M      | 114    |
| DNF  | LMP2      | 28  | Gulf Racing Middle East   | Fabien Giroix Ludovic Badey Stefan Johansson           | Lola B12/80                            | D      | 92     |
| DNF  | LMP2      | 28  | Gulf Racing Middle East   | Fabien Giroix Ludovic Badey Stefan Johansson           | Nissan VK45DE 4.5L V8                  | D      | 92     |
| DNF  | LMP1      | 8   | Toyota Racing             | Anthony Davidson Sébastien Buemi Stéphane Sarrazin     | Toyota TS030 Hybrid                    | M      | 82     |
| DNF  | LMP1      | 8   | Toyota Racing             | Anthony Davidson Sébastien Buemi Stéphane Sarrazin     | Toyota 3.4L V8 (Hybrid)                | M      | 82     |
| DNF  | CDNT      | 0   | Highcroft Racing          | Marino Franchitti Michael Krumm Satoshi Motoyama       | DeltaWing                              | M      | 75     |
| DNF  | CDNT      | 0   | Highcroft Racing          | Marino Franchitti Michael Krumm Satoshi Motoyama       | Nissan 1.6L Turbo I4                   | M      | 75     |
| DNF  | LMGTE Am  | 81  | AF Corse                  | Piergiuseppe Perazzini Niki Cadei Matt Griffin         | Ferrari 458 Italia GT2                 | M      | 70     |
| DNF  | LMGTE Am  | 81  | AF Corse                  | Piergiuseppe Perazzini Niki Cadei Matt Griffin         | Ferrari 4.5L V8                        | M      | 70     |
| DNF  | LMGTE Am  | 99  | Aston Martin Racing       | Christoffer Nygaard Kristian Poulsen Allan Simonsen    | Aston Martin Vantage GTE               | M      | 31     |
| DNF  | LMGTE Am  | 99  | Aston Martin Racing       | Christoffer Nygaard Kristian Poulsen Allan Simonsen    | Aston Martin 4.5L V8                   | M      | 31     |
| DNF  | LMP1      | 16  | Pescarolo Team            | Emmanuel Collard Stuart Hall                           | Pescarolo 03                           | M      | 20     |
| DNF  | LMP1      | 16  | Pescarolo Team            | Emmanuel Collard Stuart Hall                           | Judd DB 3.4L V8                        | M      | 20     |
| DNF  | LMP2      | 29  | Gulf Racing Middle East   | Keiko Ihara Jean-Denis Delétraz Marc Rostan            | Lola B12/80                            | D      | 17     |
| DNF  | LMP2      | 29  | Gulf Racing Middle East   | Keiko Ihara Jean-Denis Delétraz Marc Rostan            | Nissan VK45DE 4.5L V8                  | D      | 17     |

1923 · 1924 · 1925 · 1926 · 1927 · 1928 · 1929 · 1930 · 1931 · 1932 · 1933 · 1934 · 1935 · 1936 · 1937 · 1938 · 1939 · 1940 - 1948 · 1949 · 1950 · 1951 · 1952 · 1953 · 1954 · 1955 (Ramp) · 1956 · 1957 · 1958 · 1959 · 1960 · 1961 · 1962 · 1963 · 1964 · 1965 · 1966 · 1967 · 1968 · 1969 · 1970 · 1971 · 1972 · 1973 · 1974 · 1975 · 1976 · 1977 · 1978 · 1979 · 1980 · 1981 · 1982 · 1983 · 1984 · 1985 · 1986 · 1987 · 1988 · 1989 · 1990 · 1991 · 1992 · 1993 · 1994 · 1995 · 1996 · 1997 · 1998 · 1999 · 2000 · 2001 · 2002 · 2003 · 2004 · 2005 · 2006 · 2007 · 2008 · 2009 · 2010 · 2011 · 2012 · 2013 · 2014 · 2015 · 2016 · 2017 · 2018 · 2019 · 2020 · 2021 · 2022 · 2023 · 2024